# 作手清岳
作手清岳（つくできよおか）は、愛知県新城市の地名。

## 地理

### 交通
- 国道301号
- 愛知県道37号岡崎作手清岳線
- 愛知県道436号作手清岳玖老勢線
- 愛知県道437号作手清岳新城線

### 施設
- 古宮城址
- 亀山城址
- 文殊山城址
- 善福寺
- 白鳥神社
- 道の駅つくで手作り村

## 歴史

### 沿革
- 1878年（明治11年） - 南設楽郡市場村・須山村・北畑村の合併により、同郡清岳村が成立する[1]。
- 1889年（明治22年） - 南設楽郡巴村大字清岳となる[1]。
- 1906年（明治39年） - 南設楽郡作手村大字清岳となる[1]。
- 2005年（平成17年）10月1日 - 南設楽郡作手村大字清岳が新城市作手清岳となる[WEB 6]。

### 人口の変遷
国勢調査による人口および世帯数の推移。
| 1995年（平成7年）  | 105世帯 387人 |  |
| 2000年（平成12年） | 125世帯 431人 |  |
| 2005年（平成17年） | 131世帯 426人 |  |
| 2010年（平成22年） | 141世帯 415人 |  |
| 2015年（平成27年） | 137世帯 371人 |  |
| 2020年（令和2年）  | 134世帯 347人 |  |

### WEB
1. 1 2  総務省統計局 (2022年2月10日). “令和2年国勢調査の調査結果(e-Stat) - 男女別人口，外国人人口及び世帯数－町丁・字等” (CSV). 2023年8月2日閲覧。
2. ↑  “愛知県新城市の町丁・字一覧”.   人口統計ラボ. 2024年4月28日閲覧。
3. ↑  “読み仮名データの促音・拗音を小書きで表記するもの(zip形式) 愛知県” (zip).   日本郵便 (2024年2月29日). 2024年3月26日閲覧。
4. ↑  “市外局番の一覧” (PDF).   総務省 (2022年3月1日). 2022年3月22日閲覧。
5. ↑  “ナンバープレートについて”.   一般社団法人愛知県自動車会議所. 2024年1月21日閲覧。
6. ↑  “愛知県新城市の郵便番号一覧”.   日本郵便. 2024年5月2日閲覧。
7. ↑  総務省統計局 (2014年3月28日). “平成7年国勢調査の調査結果(e-Stat) - 男女別人口及び世帯数 －町丁・字等” (CSV). 2021年7月20日閲覧。
8. ↑  総務省統計局 (2014年5月30日). “平成12年国勢調査の調査結果(e-Stat) - 男女別人口及び世帯数 －町丁・字等” (CSV). 2021年7月20日閲覧。
9. ↑  総務省統計局 (2014年6月27日). “平成17年国勢調査の調査結果(e-Stat) - 男女別人口及び世帯数 －町丁・字等” (CSV). 2021年7月21日閲覧。
10. ↑  総務省統計局 (2012年1月20日). “平成22年国勢調査の調査結果(e-Stat) - 男女別人口及び世帯数 －町丁・字等” (CSV). 2021年7月21日閲覧。
11. ↑  総務省統計局 (2017年1月27日). “平成27年国勢調査の調査結果(e-Stat) - 男女別人口及び世帯数 －町丁・字等” (CSV). 2021年7月21日閲覧。

### 書籍
1. 1 2 3  「角川日本地名大辞典」編纂委員会 1989, p. 489.